# Camus, nouveaux regards sur sa vie et son œuvre
Camus, nouveaux regards sur sa vie et son œuvre est un essai biographique sur l'écrivain Albert Camus, écrit par Jean-François Payette et Lawrence Olivier, portant sur sa vie et son œuvre.

## Présentation
Décidément, Camus n'en finit pas de redevenir actuel ou 'à la mode'. Le cinquantième anniversaire de sa mort a suscité un nouvel engouement pour l'homme et sa pensée. La base des travaux de Jean-François Payette et Lawrence Olivier est d'expérimenter la pensée de Camus. En ce sens, c'est un livre surprenant qui ne cherche pas le signifiant d'une œuvre, son 'idéité', mais de s'en servir pour développer ses possibilités.
« Pour Albert Camus, nous restons toujours libres, écrit Jean-François Payette, libres de nous battre contre les conditions qui nous accablent. » C'est ce qu'il décrit dans des ouvrages comme L'Homme révolté, Les Justes ainsi que La Peste. C'est la révolte. Mais il faut d'abord en passer par l'absurde, et c'est Caligula et Sisyphe. Il n'a pas malheureusement eu le temps de développer le dernier volet de son triptyque qui devait rejoindre l'amour et la mesure car son œuvre s'est achevée « Un certain 4 janvier 1960. »
Pour Camus, il serait absurde de se borner à des principes idéologiques, poursuit Jean-François Payette... Ce qui compte, c'est de la défendre (la vérité) car dit Camus « L'Homme n'a pas besoin d'espoir, il a besoin de vérité. » C'est ce genre de position, ce refus par exemple d'assujettir l'homme à un régime, à une idéologie, qui lui a valu les foudres de Sartre.

## Structure
- Un certain 4 janvier 1960... plongé dans l’univers d’Albert Camus, (sous forme de nouvelle), Jean-François Payette
- Camus: un homme de lucidité, Jean-François Payette
- Albert Camus ou la politique de Sisyphe, Roger Payette
- Morale et esthétique chez Camus, Céline Huyghebaert
- Absurde et révolte : chaos et élément rebelle, Lawrence Olivier
- L’absurde, la révolte et la fin de l’histoire chez Albert Camus, Frédérick Bruneault
- Albert Camus: une vie, une œuvre, Gérard Boulet